# Curimata vittata
 Curimata vittata és una espècie de peix de la família dels curimàtids i de l'ordre dels caraciformes.

## Morfologia
- Els mascles poden assolir 18,7 cm de llargària total.[5]

## Alimentació
És detritívor.

## Hàbitat
Viu en zones de clima tropical.

## Distribució geogràfica
Es troba a Sud-amèrica: conques dels rius Amazones, Orinoco i Essequibo.